# Anomobryum harriottii
Anomobryum harriottii är en bladmossart som beskrevs av Hugh Neville Dixon 1926. Anomobryum harriottii ingår i släktet Anomobryum och familjen Bryaceae. Inga underarter finns listade i Catalogue of Life.